# Johan Meerman

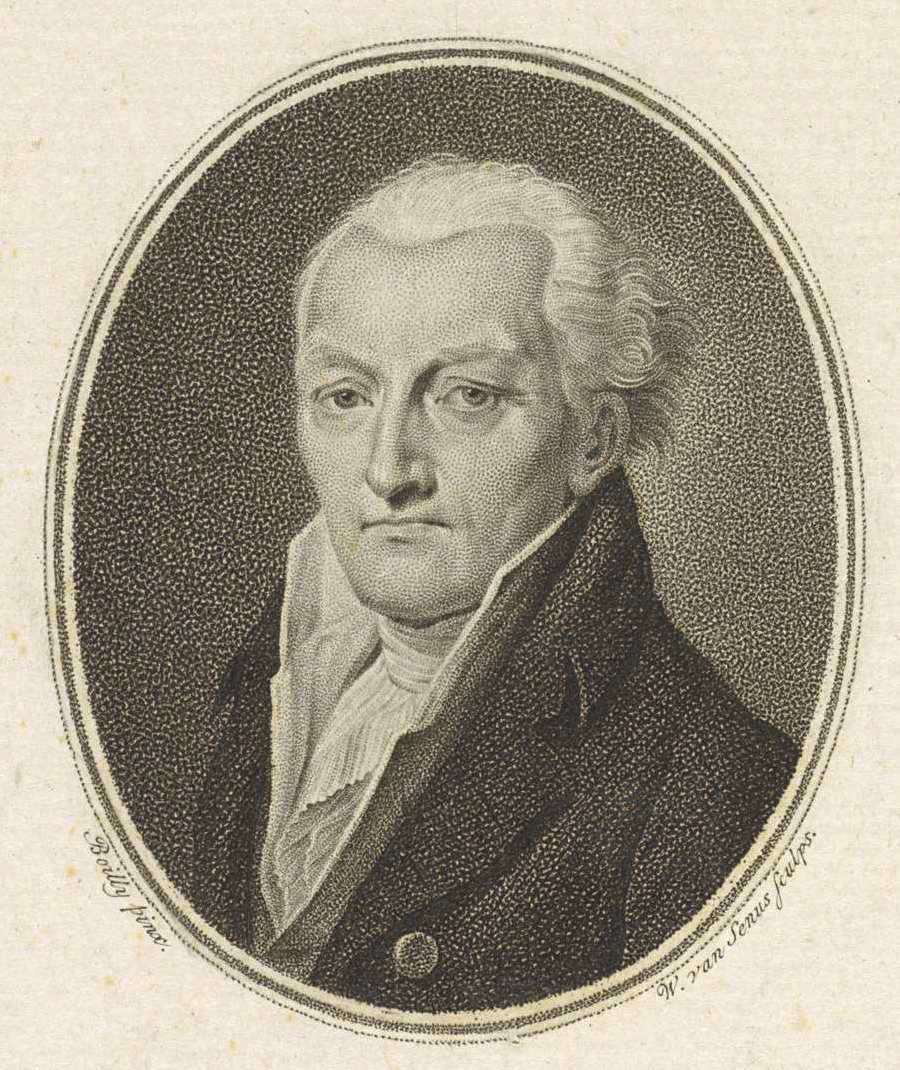
Porträt Johan Meermans von Willem van Senus (1817)

Johan Meerman, Herr von Dalem und Vuren (* 1. November 1753 in Den Haag; † 19. August 1815 ebenda) war ein niederländischer Staatsmann, Gelehrter und Schriftsteller.

## Leben
Johan Meerman war der einzige Sohn des gelehrten Büchersammlers Gerard Meerman, der ihm eine gute Erziehung angedeihen ließ. Schon frühzeitig zeigte Johan Meerman ein ausgesprochenes Talent für literarische Arbeiten. Im Alter von nur zehn Jahren übersetzte er mit Hilfe seines Erziehers die Mariage forcé von Molière, und diese Übersetzung erschien 1764 in Rotterdam im Druck. In seinem 14. Lebensjahr wurde er 1767 zu Studienzwecken nach Leipzig geschickt und von Ernesti ins Haus aufgenommen. Nachdem er hier einige Jahre zugebracht hatte, begab er sich für sein weiteres Studium nach Göttingen, wo er mit Heyne Freundschaft schloss, und zuletzt zur Vollendung seiner akademischen Ausbildung nach Leiden.
Nach dem Erwerb des Doktorgrades in der Rechtswissenschaft machte Meerman 1774 eine größere Reise durch England, Frankreich, Schweiz, Italien, Deutschland und Österreich. 1780 veröffentlichte er ein Supplement zu dem von seinem Vater herausgegebenen Novus thesaurus juris civilis et canonici. Die französische Académie des inscriptions et belles-lettres verlieh ihm 1784 einen Preis für seine Abhandlung Comparer ensemble la Ligue des Achéens, celle des Suisses en 1307, et la ligue des Provinces-Unies en 1579. Im Jahr 1785 heiratete er Anna Cornelia, geb. Mollerus (1749–1821), die Witwe des Schweizer Juristen und Politikers Abraham Perrenot. Er strebte auch eine politische Laufbahn an und hatte sich bereits um 1780 mehrmals vergeblich um ein Amt in der Kommunalverwaltung Frieslands bemüht, wurde dann aber dank einer Ende der 1780er Jahre eingetretenen veränderten politischen Lage u. a. zweimal Stadtrat von Leiden. 1791 machte er in Begleitung seiner Gemahlin erneut eine große Reise durch Preußen, Österreich, Italien und Malta und kehrte 1792 in sein Vaterland zurück. Der Partei des Adels nahestehend schrieb er 1793 beim Anmarsch französischer Armeen eine bissige Broschüre gegen die Prinzipien der Französischen Revolution. Von Juni 1797 bis September 1800 bereiste er mit seiner Gattin Dänemark, Schweden, Russland, Polen und Preußen.
Ab 1802 gehörte Meerman der Departementsverwaltung Hollands an. Während der Herrschaft Napoleons wurde er im Oktober 1807 zum Generaldirektor für Wissenschaft und Kunst befördert. König Louis Bonaparte ernannte ihn außerdem im Mai 1808 zum Mitglied der königlichen Akademie der Wissenschaften, Literatur und Schönen Künste (Koninklijk Instituut van Wetenschappen, Letterkunde en Schoone Kunsten) zu Amsterdam. Nach der Einverleibung der Niederlande in das französische Kaiserreich erhob ihn Napoleon am 17. April 1812 zum Grafen des Kaiserreichs, nachdem er bereits am 30. Dezember 1810 eines der sechs niederländischen Mitglieder des französischen Senats geworden war. In seinem in Hexametern abgefassten Gedicht Montmartre (1812) scheute er sich nicht, unterwürfige Schmeicheleien an Napoleon zu richten. Nach dessen Sturz kehrte er wieder nach Den Haag zurück. Er starb am 19. August 1815 im Alter von 61 Jahren ohne Nachkommen und vermachte die reiche Bibliothek seines Vaters, die er selbst noch bedeutend vermehrt hatte, der Stadt Den Haag. Als sie 1824 versteigert wurde, erbrachte sie einen Ertrag von 171.000 holländischen Gulden. Einen wesentlichen Teil der Büchersammlung erwarb bei dieser Versteigerung Meermans Großneffe Willem Hendrik Jacob Baron van Westreenen van Tiellandt. Bei seinem Tod 1848 hinterließ er die Buchkollektion dem niederländischen Staat. Sie war ab 1852 im Museum Meermanno-Westreenianum untergebracht. 
Die Witwe Johan Meermans, Anna Cornelia, die sich auch als Dichterin einen Namen machte, veröffentlichte eine Lebensbeschreibung ihres verschiedenen Gatten.

## Werke (Auswahl)
- Geschiedenis van graaf Willem van Holland, roomsch koning, 5 Bde., Den Haag 1783–97
- Eenige berichten omtrent Groot-Brittannien en Ierland, Den Haag 1787
- Discours sur les meilleurs moyens d’exciter le patriotisme dans une monarchie, Leiden 1789
- Eenige berichten omtrent de Pruissische, Oostenryksche en Siciliaansche monarchiën, benevens sommige daar aan grenzende staaten, 4 Bde., Den Haag 1793–94
- Hugonis Grotii parallelon rerum publicarum liber tertius 3 Bde., Haarlem 1801–02, mit niederländischer Übersetzung
- Niederländische Übersetzung des Messias von Klopstock, Den Haag 1803–15 (mit 20 Stichen und den Porträts des Dichters und des Übersetzers)
- Eenige berichten omtrent het noorden en noordoosten van Europa, 6 Bde., Den Haag 1804–06
- Hugonis Grotii epistolae ineditae, ex museo Meermaniano, Haarlem 1806
- Aan den hoogleeraar Siegenbeek, over de vocaal-verdubbeling in het Nederduitsch volgens den regel, welken de Commissie der psalmberijming in MDCCLXXIII zich ten dien opzichte heeft voorgeschreeven, Den Haag 1806
- Over de blijken der Goddelijke wijsheid, welke de Geschiedenis oplevert, Den Haag 1806
- Josia, Antoninus Pius en Hendrik IV met elkander vergeleeken, Den Haag 1807
- Montmartre, Gedicht, Paris 1812, mit französischer Prosaübersetzung
- Discours sur le premier voyage de Pierre le Grand, principalement en Hollande, Paris 1812